# Portunion maenadis
Portunion maenadis là một loài chân đều trong họ Entoniscidae. Loài này được Giard miêu tả khoa học năm 1886.